# Mandiana (prefektur)
Mandiana Prefecture är en prefektur i Guinea.   Den ligger i regionen Kankan Region, i den östra delen av landet, 600 km öster om huvudstaden Conakry. Antalet invånare är 158 901. Arean är 12 825 kvadratkilometer. Mandiana Prefecture gränsar till Kankan Prefecture, Kouroussa och Siguiri Prefecture. 
Terrängen i Mandiana Prefecture är platt.
Följande samhällen finns i Mandiana Prefecture:
- Koundian
- Koundianakoro
- Balandougouba
- Faralako
- Mandiana
- Kéniéran